# أكاديمية الكيك بوكسينغ الأمريكية
أكاديمية الكيك بوكسينغ الأمريكية (بالإنجليزية: American Kickboxing Academy)‏ هي قاعة تمرينات للفنون القتالية مقرها في سان خوسيه، كاليفورنيا. إنها واحدة من المدارس الرائدة في الفنون القتالية المختلطة (MMA). في عام 2014، افتتحت الأكاديمية قاعة تمرينات تايلاند في فوكيت، تايلاند.

## الجوائز
- MMAJunkie.com
  - أفضل قاعة تمرينات للعام 2015[1]

- CombatPress.com
  - قاعة تمرينات للعام 2018[2]

## وصلات خارجية
- الموقع الرسمي (بالإنجليزية)
- أيه كي أيه تايلاند (بالإنجليزية)